# 中川正文
中川 正文（なかがわ まさふみ、1921年1月11日 - 2011年10月13日）は、日本の児童文学作家、児童文化研究者。財団法人大阪国際児童文学館特別顧問、京都女子大学名誉教授、大阪府立国際児童文学館名誉館長。
京都女子大学教授、日本児童文学学会会長、日本保育学会理事、大阪府立国際児童文学館館長、財団法人大阪国際児童文学館理事長などを歴任した。

## 来歴

### 生い立ち
奈良県出身。生家は寺院であり、その長男として誕生した。早熟であり、中学生にして習作を手がけるなど、幼いころから創作活動に取り組んでいた。その結果、18歳にして自らの作品で原稿料を得ていた。1949年、龍谷大学文学部国文学科を卒業した。

### 児童文学作家として
1949年より京都女子大学に勤務し、同教授を経て、大阪府立国際児童文学館の館長を務めた。また、同館を運営する財団法人である大阪国際児童文学館の理事長を務めた。また、伊藤整、遠藤周作とともに第1回アジア・アフリカ作家会議日本代表を務めた。多数の著書を著し、児童文化功労賞、京都府文化功労賞、龍谷賞などを受賞した。
2011年10月13日、肺炎のため京都府宇治市の病院で死去。90歳没。

## 作品
福音館書店より出版した『ごろはちだいみょうじん』や『ねずみのおいしゃさま』が代表作で、そのほかにも多数の著書がある。なお、上梓した『ごろはちだいみょうじん』は、日本の出版史上初めての関西弁の絵本である。同書は、日本の出版界に大きな影響を与え、方言など絵本における言葉遣いが議論される嚆矢となった。

## 主張
大阪府立国際児童文学館の館長在任中は「子どもの本は消耗品として捨てられることが多い」と指摘したうえで、「公的な機関が網羅的に収集しなければ」とその意義を主張した。そのため、大阪府知事の橋下徹が大阪府立国際児童文学館を閉館させ蔵書を大阪府立中央図書館に移した際には、児童文学への無理解により貴重な蔵書が不当に扱われているとの思いを抱き、批判的な主張を展開した。

## 著書
- 『青い林檎』（百華苑） 1949
- 『カピラ城の王子さま』（福音館書店） 1955
- 『ひらがな おしゃかさま』（金の星社） 1956
- 『親鸞』（講談社、少年少女世界伝記全集(日本編 1) ） 1961
- 『さよならするのサランくん』（小峰書店、創作幼年童話） 1968
- 『ごろはちだいみょうじん』（福音館書店、<こどものとも>傑作集） 1969.8
- 『おとうさんは小使さん』（学習研究社、3年の学習 読み物特集号[4][5]） 1970
- 『おやじとむすこ』（文芸春秋） 1971
- 『いちにちにへんとおるバス』（ひかりのくに、ひかりのくに傑作シリーズ） 1972
- 『松もいっぽん葉もいっぽん』（文研出版、創作わたしの民話） 1973
- 『ゆびきりげんまん』（文研出版、ジョイフルえほん傑作集） 1974
- 『22ひきのかにのはなし』（小学館、小学館の創作童話シリーズ） 1975
- 『かげ』（福音館書店、はじめてであう科学絵本） 1976.4
- 『ひとりでるすばん』（文研出版、ジョイフルえほん傑作集） 1976.6
- 『ねずみのおいしゃさま』（福音館書店、<こどものとも>傑作集） 1977.4
- 『子どもに嫌われる12章』（PHP研究所） 1977.12
- 『うさぎのでんぽうや』（サンリード） 1979.10
- 『かげはすてきなともだち』（福音館書店、かがくのほん） 1982.7
- 『たぬきとこぞうのちえくらべ』（京都新聞社、滋賀の昔話） 1988.12
- 『よごのてんにょ』（京都新聞社、滋賀の昔話） 1988.2
- 『がんばれさるのさらんくん』（長新太え、福音館書店） 2006.1
- 『絵本・わたしの旅立ち』（「絵本で子育て」センター） 2006.8
- 『きつねやぶのまんけはん』（「絵本で子育て」センター） 2009.4

### 共編著
- 『京わらべうた』（高橋美智子採譜、駸々堂出版） 1972
- 『児童文化 幼児教育科・保育科・保母養成課程用』（滑川道夫共編、東京書籍、現代幼児教育シリーズ） 1975.2
- 『京都の伝説』（駒敏郎共著、角川書店、日本の伝説） 1976
- 『児童文学を学ぶ人のために』（世界思想社） 1977.4
- 『近江の伝説』（駒敏郎共著、角川書店、日本の伝説） 1977.6
- 『ムッちゃん』（中尾町子原案、山口書店） 1982.12

## 翻訳
- 『ギリシア神話』（田中秀央共訳、講談社、少年少女世界文学全集 1(古代中世編 1)） 1959
- 『名犬ラッシー』（ナイト、講談社、少年少女新世界文学全集 12(アメリカ現代編 1)） 1962
- 『アーサー王物語』（マロリー、講談社、少年少女世界名作全集） 1963
- 『オクスフォード世界の民話と伝説 11(インド編)』（J.E.B.グレー、講談社） 1965
- 『ピーター=パン』（バリ、講談社、世界の名作図書館） 1966
- 『大王と馬のそなえもの インド神話伝説集』（小峰書店） 1969
- 『新訳ギリシア神話 ワンダ・ブック』（ホーソン、文研出版、文研児童図書館） 1969